# Саржан Касымов
Саржа́н Касы́мов (каз. Саржан Қасымұлы, год рожд. неизв. — 1836) — казахский султан, чингизид, старший брат Кенесары Касымова, руководитель восстания 1825—1836 годов.

## Биография
Старший из сыновей Касым-султана. Управлял Карпыкской волостью Каркаралинского уезда.
Вместе со своим отцом выступил против отмены ханской власти на территории современного Казахстана, известного как восстание Саржана Касымова. В 1826 году его воины совершили поход на Каркаралинский приказ, но были остановлены войсками полковника Броневского и столкновения не состоялось. В 1832 году из урочища Сулу-Коль напал на биев Каркаралинского округа. Вдогонку ему был послан отряд сотника Потанина. В том же урочище был разбит силами сотника, после чего был вынужден откочевать в земли казахов, которые находились под контролем Кокандского ханства. В течение четырёх лет совершал набеги на торговые караваны, аулы биев и султанов, пока в 1836 году не был убит по приказу Ташкентского хакима Беклярбеги, служившему Коканду.